# De duivel bij het haardvuur
De Duivel bij het Haardvuur is een Belgisch hoorspel dat op 9 maart 1997 werd uitgezonden door de BRT en het maakt deel uit van de hoorspelenreeks Maskers en Mysterie. De auteur is Jean Châtenet, de vertaling had Hans Herbots en de regie had Anton Cogen.

## Rolverdeling
- Ludo Busschots - Robert
- Ugo Prinsen - Alain Châtelier
- Marleen Maes - Cécile
- Monique De Beun - Marina
- Oswald Versyp - Raymond Gosselin

## Verhaal
De eerste echtgenoot van Cécile is door een verkeersongeluk om het leven gekomen. Cécile gaat gebukt onder nachtmerries. Ze kan de dood van haar eerste man niet uit haar hoofd zetten. Een oude jeugdvriend komt langs en verteld dat de dood van haar eerste man geen ongeluk was, maar moord en dat Cécile en haar tweede man Alain Châtelier daar de hand in hebben.